# Drudkh
Drudkh (von Sanskrit druma, "Baum") ist eine ukrainische Band, die Folk- und Black-Metal-Elemente vermischt. Sie wurde von Roman Sayenko, Bandleader von Hate Forest, Dark Ages und Blood of Kingu, der zwei bis drei Alben pro Jahr mit verschiedenen Projekten veröffentlicht, Thurios, dem Bandleader von Astrofaes und Ex-Mitglied bei Hate Forest und Yuriy Synytsky, Schlagzeuger von Lucifugum und Definition Sane, gegründet.
Während ihrer Karriere gaben sich die Mitglieder von Drudkh immer geheimnisvoll, selbst für eine Band aus dem Black-Metal-Umfeld. Sie gaben keine Interviews und veröffentlichten die Texte von mehreren Alben nicht. Die stark vom Folk beeinflusste Musik thematisiert slawische Mythologie, Jahreszeiten und Poesie. Viele der Texte basieren auf den Arbeiten von ukrainischen Poeten, besonders auf denen von Taras Schewtschenko. Die Band steht laut der Beschreibung auf der Seite ihres ursprünglichen Labels Supernal Music den Ideen der Konservativen Revolution nahe, die vom Label als zugunsten „heroischer, traditionalistischer Werte und des Lebens mit der Natur, anstatt diese zu vergewaltigen“ gegen die „degenerierte moderne, liberale Ideologie des Kosmopolitismus, Urbanismus und Säkularismus“ gerichtet beschrieben wird und als deren Fortführung oder Wiederbelebung Alex Kurtagić, Betreiber von Supernal Music, den Black Metal ansieht. Die Band wird oft dem NSBM zugeordnet, was Gunnar Sauermann vom Metal Hammer zufolge ein Gerücht und definitiv falsch sein soll. Aufgrund seines Berufs habe er oft mit Roman Sayenko diskutiert; dieser wolle nicht öffentlich sprechen, was Sauermann respektiere. Eine autorisierte Biographie sei jedoch geplant, die einiges erklären werde. Wenn Leute Sayenkos wenigen öffentlichen Äußerungen nicht glauben wollten, sei es ihr Verlust.
Bis 2009 hatte Drudkh keine offizielle Website, bis ihr Label Season of Mist eine offizielle Myspace-Seite anlegte, die auch nicht von der Band verwaltet wird.

## Geschichte
Drudkh veröffentlichte sechs Alben und eine EP beim englischen Extreme-Metal-Label Supernal Music. Alle Veröffentlichungen (außer der EP) wurden von den beiden finnischen Labels Northern Heritage und Faustian Distribution auch auf Vinyl wiederveröffentlicht.
Das erste Album, Forgotten Legends, erschien am 23. Februar 2003. Auf dem Album fand die Band zu ihrem bekannten „epischen“ Klang, die drei Lieder und das Outro dauern fast 40 Minuten; das längste Lied, False Dawn ist fast 16 Minuten lang.
Autumn Aurora erschien am 28. November 2004. Obwohl es dieselbe Stimmung und Atmosphäre wie das Vorgängeralbum besaß, unterscheidet es sich von ihm durch die eingesetzten Synthesizer und andere Keyboards.
Nach Autumn Aurora trat Amorth (Schlagzeug, Keyboards) der Band bei und ersetzte Yuriy.
The Swan Road (Лебединий Шлях) wurde am 14. März 2005 veröffentlicht und bedeutete auf verschiedene Arten einen Stilbruch. Dieses wurde gut aufgenommen. Es war das erste Drudkh-Album, dem gedruckte Texte beilagen, die alle von Taras Schewtschenkos The Haidamakas kopiert oder adaptiert waren und von den ukrainischen anti-polnischen Bauernaufständen von 1768 handeln. Zusammen mit Shevchenkos Dichtungen, könnte man das Material auch als stärker nationalistisch bezeichnen (eine Entwicklung, die auf dem nächsten Album fortgesetzt wurde). Die Atmosphäre der Musik ist treibender, das Schlagzeug ist sehr markant abgemischt und benutzt weitaus mehr Blastbeats als zuvor.
Am 23. März 2006 veröffentlichte Drudkh Blood in Our Wells (Кров у Наших Криницях), wiederum bei Supernal Music. Auf diesem Album wurde Poesie von vier der bekanntesten ukrainischen Autoren des 19. und 20. Jahrhunderts (einschließlich Oleksandr Oles und Lina Kostenko) als Text verwendet, das Album selbst war dem Gedenken an Stepan Bandera gewidmet, dem umstrittenen Führer der Organisation Ukrainischer Nationalisten. Musikalisch verbindet das Album Progressive-Rock-Einflüsse und Gitarrensoli im Stil des Heavy Metal mit den bisherigen Merkmalen der Band, also Black-Metal- und traditionellen ukrainischen Folk-Elementen. Das Album verwendet diverse Samples aus dem Film Mamy von 2003. Es wird von vielen Fans die beste Veröffentlichung der Band angesehen.
Nachdem Blood in Our Wells veröffentlicht wurde, wurde Amorth von der Band ausgeschlossen, während Krechet (Bass) und Vlad (Schlagzeug) beitraten.
Am 19. Oktober wurde Songs of Grief and Solitude (Пісні Скорботи і Самітності) veröffentlicht, das erneut einen Richtungswechsel für die Band darstellte. Anders als die vorherigen, black-metal-beeinflussten Alben besteht diese Veröffentlichung aus Folk-Musik, die von früheren Alben der Band inspiriert oder kopiert ist. (z. B. basiert The Cranes Will Never Return Here auf einem Riff aus dem Lied Solitude des Albums Blood in Our Wells und Archaic Dance auf einem Riff des Songs Glare of 1768 von The Swan Road). Es ist komplett instrumental, enthält wenig Schlagzeug und viele Holzblasinstrumente. Das Album erhielt eine gemischte Rezeption, da manche Fans die Band für die Wiederverwendung alten Materials kritisierten, während andere die Neuerfindung des eigenen Sounds lobten.
Am 16. April 2007 veröffentlichte Supernal Music die EP Anti-Urban, eine 10"-Picture Disc mit farbigem Vinyl, die auf 999 Kopien limitiert war. Die EP demonstrierte einen Stilwechsel zurück zum früheren Stil der Band und kombinierte Black-Metal- und Funeral-Doom-Einflüsse. Sie war minimalistischer als die vergangenen Veröffentlichungen der Band und veranlasste manche Fans dazu, sie mit Forgotten Legends zu vergleichen. Auch sie erhielt eine gemischte Rezeption.
Die nächste Veröffentlichung, Estrangement (Відчуженість), wurde am 25. August 2007 als Deluxe-Version veröffentlicht. Über das Album, das davor River of Tears genannt wurde, gab es Gerüchte, dass es sich mehr nach Burzum anhöre als frühere Veröffentlichungen. Das Album ist minimalistischer als das vorherige, die Texte basieren vollständig auf den Arbeiten des ukrainischen Poeten Oleh Olschytsch während der Jahre 1931 & 1932. Es wurde überwiegend positiv aufgenommen, viele Fans lobten es als eine Rückkehr zum früheren Stil und hoben die durch viele Soli demonstrierten musikalischen Fähigkeiten der Mitglieder hervor. Außerdem werden zum ersten Mal seit The Swan Road wieder Blastbeats verwendet. Ein gesprochenes Intro im ersten Lied stammt vom ukrainischen Film Atentat von 1995, der vom Leben und der Ermordung Stepan Banderas handelt.
Im Herbst 2008 ging die Band beim französischen Label Season of Mist unter Vertrag. Am 22. Juni 2009 (14. Juli in den Vereinigten Staaten), erschien das siebte Studioalbum Microcosmos beim Label Underground Activists; es wurde von Season of Mist veröffentlicht. Das Album erschien als CD-Digipak und als limitierte Box mit einer MCD-Wiederveröffentlichung der EP Anti-Urban.
Auf diesem Album benutzt die Band wiederum Texte von ukrainischen Poeten, wie z. B. Iwan Franko, Oleh Olschytsch oder Bogdan Rubtschak.
Wie auch in Estrangement, stammt das Outro aus dem Film Atentat.
Im November 2009 verkündete Season of Mist, alle Aufnahmen der Band wiederveröffentlichen zu wollen, beginnend mit einer remasterten Version von Forgotten Legends und Autumn Aurora.
Diese Neuauflage aller Titel ist mittlerweile abgeschlossen.

## Diskografie

### Studioalben
- 2003: Forgotten Legends
- 2004: Autumn Aurora
- 2005: Лебединий Шлях (The Swan Road)
- 2006: Кров у Наших Криницях (Blood in Our Wells)
- 2006: Пісні Скорботи і Самітності (Songs of Grief and Solitude)
- 2007: Відчуженість (Estrangement)
- 2009: Microcosmos
- 2010: Пригорща Зірок (Handful of Stars)
- 2012: Вічний Оберт Колеса (Eternal Turn of the Wheel)
- 2015: Борозна обірвалася (A Furrow Cut Short)
- 2018: Їм часто сниться капіж (They Often See Dreams About the Spring)
- 2019: Кілька Рядків Aрхаїчною Українською („A Few Lines in Archaic Ukrainian“)
- 2022: Всі належать ночі (All Belong to the Night)

### Sonstige
- 2007: Anti-Urban (EP)
- 2010: Slavonic Chronicles (EP)
- 2014: Thousands of Moons Ago / The Gates (Split mit Winterfylleth)
- 2014: Eastern Frontier in Flames (Compilation)
- 2016: Betrayed by the Sun / Mirages (Split mit Grift)